# رالف آلگر بانگولد
رالف آلگر بانگولد (انگلیسی: Ralph Alger Bagnold; ۳ آوریل ۱۸۹۶ – ۲۸ مهٔ ۱۹۹۰) فرد نظامی اهل بریتانیا بود.
وی همچنین برندهٔ جوایزی همچون همکار انجمن سلطنتی شده‌است.